# Борщёвка (Орловская область)
Борщёвка — деревня в Урицком районе Орловской области, России.
Входит в состав Городищенского сельского поселения.

## География
Расположена на правом берегу реки Цон; граничит на западе с селом Муравлёво и на востоке — с деревней Белолунино.
Из Муравлёво в Борщёвку заходит автомобильная дорога, образующая улицу Успенскую.

## Население
| 2002 | 2010 |
| ---- | ---- |
| 101  | ↗113 |